# Lignerolles (Orne)
Lignerolles és un municipi francès situat al departament de l'Orne i a la regió de Normandia. L'any 2007 tenia 167 habitants.

## Demografia

### Població
El 2007 la població de fet de Lignerolles era de 167 persones. Hi havia 76 famílies de les quals 20 eren unipersonals (8 homes vivint sols i 12 dones vivint soles), 32 parelles sense fills, 20 parelles amb fills i 4 famílies monoparentals amb fills.
La població ha evolucionat segons el següent gràfic:
Habitants censats

### Habitatges
El 2007 hi havia 111 habitatges, 76 eren l'habitatge principal de la família, 27 eren segones residències i 8 estaven desocupats. 106 eren cases i 4 eren apartaments. Dels 76 habitatges principals, 60 estaven ocupats pels seus propietaris, 11 estaven llogats i ocupats pels llogaters i 5 estaven cedits a títol gratuït; 8 tenien dues cambres, 19 en tenien tres, 22 en tenien quatre i 27 en tenien cinc o més. 43 habitatges disposaven pel capbaix d'una plaça de pàrquing. A 38 habitatges hi havia un automòbil i a 33 n'hi havia dos o més.

### Piràmide de població
La piràmide de població per edats i sexe el 2009 era:
| Homes | Edats   | Dones |
| ----- | ------- | ----- |
| 0     | 95 o +  | 0     |
| 0     | 90 a 94 | 4     |
| 0     | 85 a 89 | 0     |
| 4     | 80 a 84 | 4     |
| 0     | 75 a 79 | 4     |
| 12    | 70 a 74 | 8     |
| 4     | 65 a 69 | 0     |
| 4     | 60 a 64 | 0     |
| 4     | 55 a 59 | 0     |
| 4     | 50 a 54 | 12    |
| 12    | 45 a 49 | 4     |
| 4     | 40 a 44 | 4     |
| 0     | 35 a 39 | 0     |
| 0     | 30 a 34 | 0     |
| 0     | 25 a 29 | 8     |
| 4     | 20 a 24 | 8     |
| 0     | 15 a 19 | 4     |
| 8     | 10 a 14 | 4     |
| 0     | 5 a 9   | 4     |
| 4     | 0 a 4   | 4     |

## Economia
El 2007 la població en edat de treballar era de 101 persones, 77 eren actives i 24 eren inactives. De les 77 persones actives 72 estaven ocupades (39 homes i 33 dones) i 5 estaven aturades (5 dones i 5 dones). De les 24 persones inactives 13 estaven jubilades, 1 estava estudiant i 10 estaven classificades com a «altres inactius».

### Ingressos
El 2009 a Lignerolles hi havia 72 unitats fiscals que integraven 168 persones, la mediana anual d'ingressos fiscals per persona era de 16.382,5 €.

### Activitats econòmiques
Dels 6 establiments que hi havia el 2007, 1 era d'una empresa de construcció, 1 d'una empresa de comerç i reparació d'automòbils, 2 d'empreses de serveis i 2 d'empreses classificades com a «altres activitats de serveis».
Dels 2 establiments de servei als particulars que hi havia el 2009, 1 era una fusteria i 1 perruqueria.
L'any 2000 a Lignerolles hi havia 6 explotacions agrícoles.

## Poblacions més properes
El següent diagrama mostra les poblacions més properes.